# Peraeospinosus kerguelenensis
Peraeospinosus kerguelenensis is een naaldkreeftjessoort uit de familie van de Typhlotanaidae. De wetenschappelijke naam van de soort is voor het eerst geldig gepubliceerd in 1886 door Beddard.